# 尤利娅·科瓦尔奇克
尤利娅·科瓦尔奇克（波蘭語：Julia Kowalczyk，1997年9月30日—），波兰女子柔道运动员，2018年欧洲U23柔道锦标赛女子57公斤级金牌得主、2019年世界柔道锦标赛女子57公斤级铜牌得主。